# 스텝레밍족
스텝레밍족 또는 스텝레밍쥐족(Lagurini)은 비단털쥐과에 속하는 설치류 족의 하나이다. 2개 속, 3종으로 이루어져 있다. 중앙아시아에서 주로 발견된다.

## 하위 속
- 아시아스텝레밍속 또는 아시아스텝레밍쥐속 (Eolagurus)
  - 노랑스텝레밍 (Eolagurus luteus)
  - 프르제발스키레밍 (Eolagurus przewalskii)
- 스텝레밍쥐속 또는 스텝레밍속 (Lagurus)
  - 스텝레밍쥐 또는 스텝레밍 (Lagurus lagurus)